# Детска железница Кърджали
Детската железница е увеселителна теснолинейна железопътна линия, разположена в парк „Простор“ в Кърджали. Тя е първата Детска железница в България.

## История
Кърджалийската атракционна детска железница е построена на 30 септември 1962 г. по проект на инж. Валентина Йочкова. За строежа ѝ са използвани релси от закритите рудници за скъпоценни метали край село Стремци (разположено на 12 км североизточно от град Кърджали), като се ползват рудничните вагонетки, преоборудвани с места за сядане. Години наред Кърджалийската детска железница е един от символите на Кърджали, постепенно в годините след 10 ноември 1989, съоръжението е извън експлоатация. Спряна е от движение временно в края на 1990 г. След близо 8-годишно прекъсване на 7 септември 2006 г. детското влакче е открито отново. Ремонтирани са железопътното трасе и тунела. Освежени са локомотивът и вагончетата, за украсяването на които са се погрижили малките художници от кърджалийския Обединен детски комплекс. Последното спиране на железницата е от октомври 2016 г. до август 2017 г., заради повреда на локомотива. Около края си жп линия се извива под формата на буквата Р, с цел локомотива да дърпа вагоните към начална гара, което премахва нуждата да бъде откачван, маневриращ и закачван за опашната част на влакчето и дърпащ вагоните към начална гара.
В България има още една действаща детска железница – Детска железница Пловдив „Знаме на мира“ в подножието на Младежкия хълм в Пловдив.

## Описание
Жп линия е с дължина 1,210 км, междурелсие 0,6 м
По маршрута са изградени следните съоръжения:
- гара Простор
- два прелеза
- тунел

Вагоните са с общо около 25 седящи места. Локомотив с двигател с вътрешно горене дърпа два вагона, като около единия си край линията се извива под формата на цифрата шест, което премахва нуждата от монтаж на маневрен коловоз и две коловозоразклонения.